# Michael Pressman
Michael Pressman (* 1. Juli 1950 in New York City) ist ein US-amerikanischer Filmregisseur und Filmproduzent, der unter anderem durch die TV-Serie Law & Order bekannt ist.

## Leben
Pressman wurde 1950 als Sohn eines Schauspielerehepaars geboren, sodass er bereits mit zwölf Jahren erstmals vor der Kamera stand. Nach seinem Abschluss an der High School of Music and Art in Manhattan erwarb er einen Abschluss in Schauspiel an der Carnegie-Mellon University. Nach seinem Umzug nach Los Angeles absolvierte Pressmen ein Studium am California Institute of the Arts und erhielt seinen B.F.A.-Abschluss. Unter anderen lernte er bei Alexander Mackendrick. Er wurde schließlich durch einen ehemaligen Klassenkameraden dem Produzenten Roger Corman vorgestellt, was seine weitere Karriere förderte.

## Karriere
Pressman drehte 1976 seinen ersten Spielfilm The Great Texas Dynamite Chase, mit Claudia Jennings und Jocelyn Jones. Des Weiteren führte er Regie bei Turtles II – Das Geheimnis des Ooze, Those Lips, Those Eyes mit Frank Langella, Doctor Detroit mit Dan Aykroyd und Some Kind of Hero mit Richard Pryor. Zu seinen Werken zählen mehrere Folgen der mit dem Emmy Award ausgezeichneten Serien Law & Order, der Fernsehserie Blue Bloods – Crime Scene New York, Elementary, Law & Order: New York und auch Chicago Med.

## Auszeichnungen und Nominierungen
Pressman gewann zwei Emmys für Picket Fences – Tatort Gartenzaun. Für seine Arbeit am Krankenhausdrama Chicago Hope erhielt er eine Emmy-Nominierung sowie eine DGA-Nominierung.

## Filmografie (Auswahl Regie)
- 1976: The Great Texas Dynamite Chase
- 1977: Die Bären bleiben am Ball
- 1978: Like Mom, Like Me (Fernsehfilm)
- 1979: Boulevard des Todes
- 1980: Deine Lippen, deine Augen (auch Produzent)
- 1982: Ein besonderer Held
- 1983: Dr. Detroit
- 1984: The Impostor (Fernsehfilm)
- 1985: And the Children Shall Lead (Fernsehfilm)
- 1985: Die Nacht ohne Mitleid (Fernsehfilm)
- 1985: On Our Way (Fernsehfilm)
- 1985: Private Sessions (Fernsehfilm)
- 1986: The Christmas Gift (Fernsehfilm)
- 1987: Im Spiegel lauert der Tod (Fernsehfilm)
- 1988: Flug ohne Rückkehr (Fernsehfilm)
- 1988: To Heal a Nation (Fernsehfilm)
- 1989: Allein gegen Al Capone (Fernsehfilm)
- 1989: Das Geheimnis von Pier Sechs (Fernsehfilm, auch Produzent)
- 1989: Die unheimliche Verseuchung des Dark River (Fernsehfilm)
- 1990: Joshuas Herz (Fernsehfilm)
- 1991: Turtles II – Das Geheimnis des Ooze
- 1992: Quicksand: No Escape (Fernsehfilm)
- 1992–1995: Picket Fences – Tatort Gartenzaun (div Folgen, auch Produzent)
- 1993: Das Osterkind (Fernsehfilm)
- 1994–2000: Chicago Hope: Endstation Hoffnung (4 Folgen, auch Produzent)
- 2001–2002: The Guardian - Retter mit Herz (3 Folgen)
- 2003: Frankie and Johnny Are Married
- 2004–2010: Law & Order (8 Folgen)
- 2008–2010: Grey’s Anatomy: Die jungen Ärzte (5 Folgen)
- 2010–2013: Blue Bloods: Crime Scene New York (7 Folgen Regie, 45 Folgen Produzent)
- 2013–2016: Elementary
- 2014–2019: Law & Order: New York (16 Episoden)
- 2017–2020: Chicago Med  (6 Folgen Regie, 29 Folgen Produzent)